# Marco Fulvio Curvo Petino
Marco Fulvio Curvo Petino (en latín, Marcus Fulvius Curvus Paetinus) fue consul suffectus en el año 305 a. C. en el lugar de Tiberio Minucio Augurino que había caído en la guerra contra los samnitas. Según algunos analistas, Fulvio tomó la ciudad de Boviano y celebró un triunfo sobre los samnitas.